# Hotel San Nicolás (San Luis)
El Hotel San Nicolás fue un hotel histórico ubicado en la esquina noroeste de las calles 8 y Locust en San Luis (Estados Unidos). Después de que el hotel fuera cerrado en 1905, se convirtió en un edificio de oficinas y se le cambió el nombre a Victoria Building. Estaba ubicado en la calle 4, pero fue destruido por un incendio el 4 de enero de 1884. En ese momento solo estaba ocupado por tiendas. Este fue uno de los más difíciles de apagar para el Departamento de Bomberos de San Luis, ya que la temperatura había bajado a 26 grados bajo cero y el hielo alcanzaba 60 cm espesor en las paredes exteriores después de que se rociara agua en el exterior.
El segundo hotel de nombre San Nicolás en la ciudad de San Luis fue diseñado por Louis Sullivan y fue construido en 1893. El hotel de ocho pisos se inauguró un año después, en 1894. Su exterior tenía adornos distintivos de copos de nieve de terracota.
El edificio estaba en la Encuesta de Edificios Históricos, pero fue demolido en 1973. Un supuesto incendio había llevado a la conversión del hotel en un edificio de oficinas cuando se quitaron el techo a dos aguas y la entrada arqueada y se agregaron cuatro pisos con un restaurante agregado y un baño turco instalado en el sótano. El Hotel fue una de las cuatro estructuras en San Luis de Louis Sullivan.